# Jan Thijssen Payaart
Jan Thijszoon Payaart (ook wel geschreven als Paijart), meestal Jan Thijssen of Jan Thijsz genoemd (Amsterdam, ? – aldaar, 7 oktober 1678), was in dienst van de VOC en was van 1 augustus 1640 tot 24 maart 1646 de tweede Nederlandse gouverneur van Ceylon en van 1646 tot 1662 de vierde gouverneur van Malakka.

## Biografie

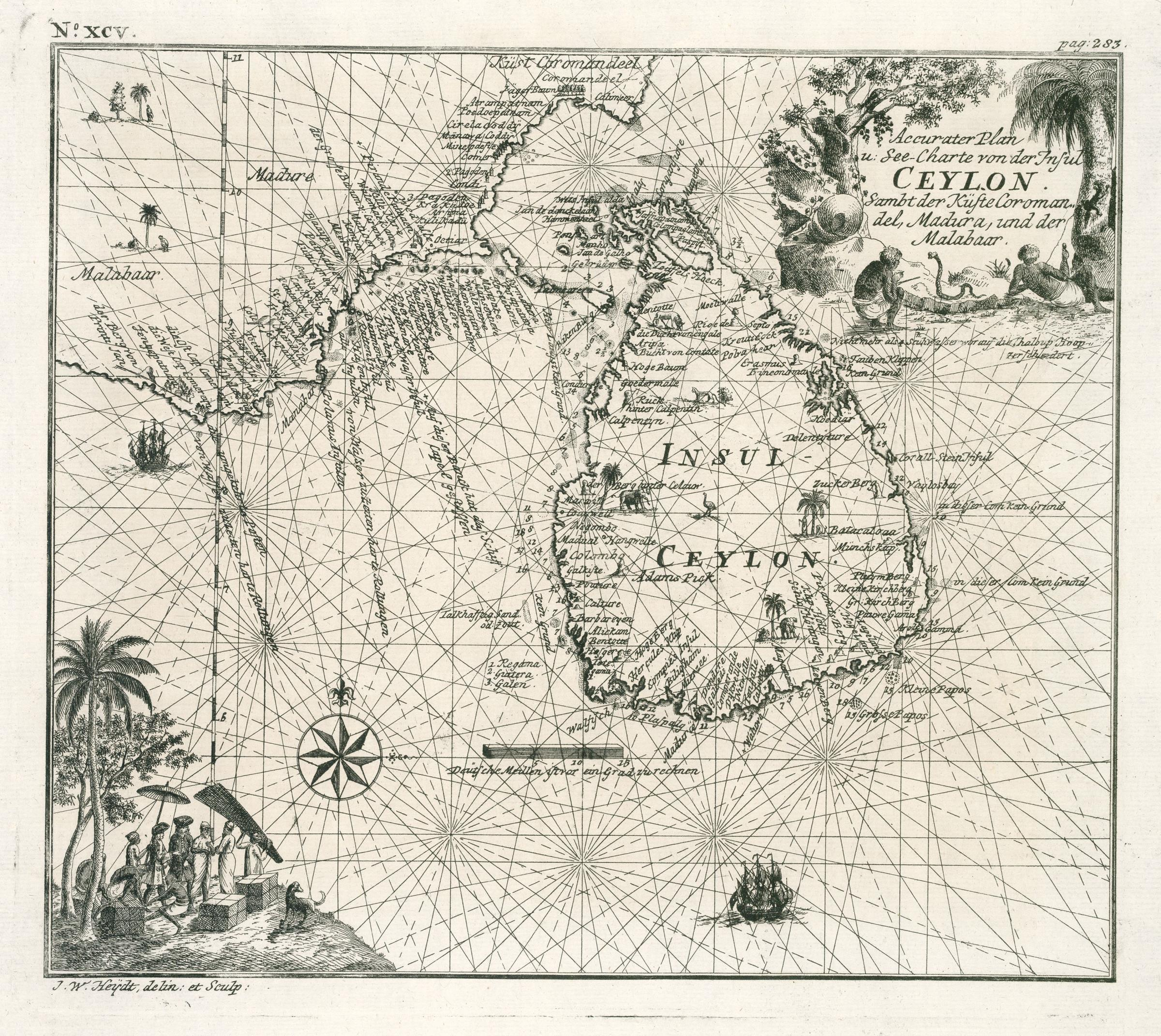
Ceylon en de kust van Coromandel

Thijssen was van eenvoudige komaf en is beginnen te varen als matroos, maar in 1636 had hij het gebracht tot schipper, en voer met het schip Zwolle naar Batavia. Het jaar daarop nam hij als schipper deel in de vloot van Adam Westerwoldt die Goa blokkeerde en daar strijd leverde met een Portugese vloot. Naar aanleiding van de brief die Raja Singha II, de koning van Kandy in Ceylon aan de Nederlandse gouverneur van Coromandel, Carel Reiniersz, had gestuurd met een verzoek om hulp in zijn strijd tegen de Portugezen, werd Thijssen door de Raad in Batavia samen met koopman Andries Helmond naar Kandy gezonden om een bevestigend antwoord over te brengen. Gouverneur-generaal Antonio van Diemen zag dit als een mogelijkheid om mee te doen aan de winstgevende handel in de kaneel die op het eiland groeide. Thijssen moest de koning meteen vragen twee scheepsladingen van de specerij klaar te leggen. Volgens Francois Valentijn werd Thijssen voor deze missie gekozen omdat hij grondige kennis had van Ceylon, waar hij een tijd gevangen was gehouden door de Portugezen, maar wanneer dat geweest zou moeten zijn is niet duidelijk. In Kandy ontmoette hij een andere Nederlander, Jan Albertsz. van Embden, die in dienst van de koning was. Hij was met anderen zo'n tien jaar daarvoor weggelopen van het schip van Antonie Caan, die toen als kaper opereerde.
In mei 1638 nam Thijssen deel aan de verovering door Westerwoldt's vloot van het Portugese fort van Batticaloa aan de oostkust van Ceylon. Hij maakte daarna deel uit van het garnizoen dat onder Willem Coster, Westerwoldt's vice-commandeur, het fort bemand hield. Westerwoldt en Coster sloten een vriendschapsverdrag met Raja Singha waarin werd afgesproken de Portugezen te verdrijven en de veroverde forten en buit gemaakte goederen eerlijk te verdelen.

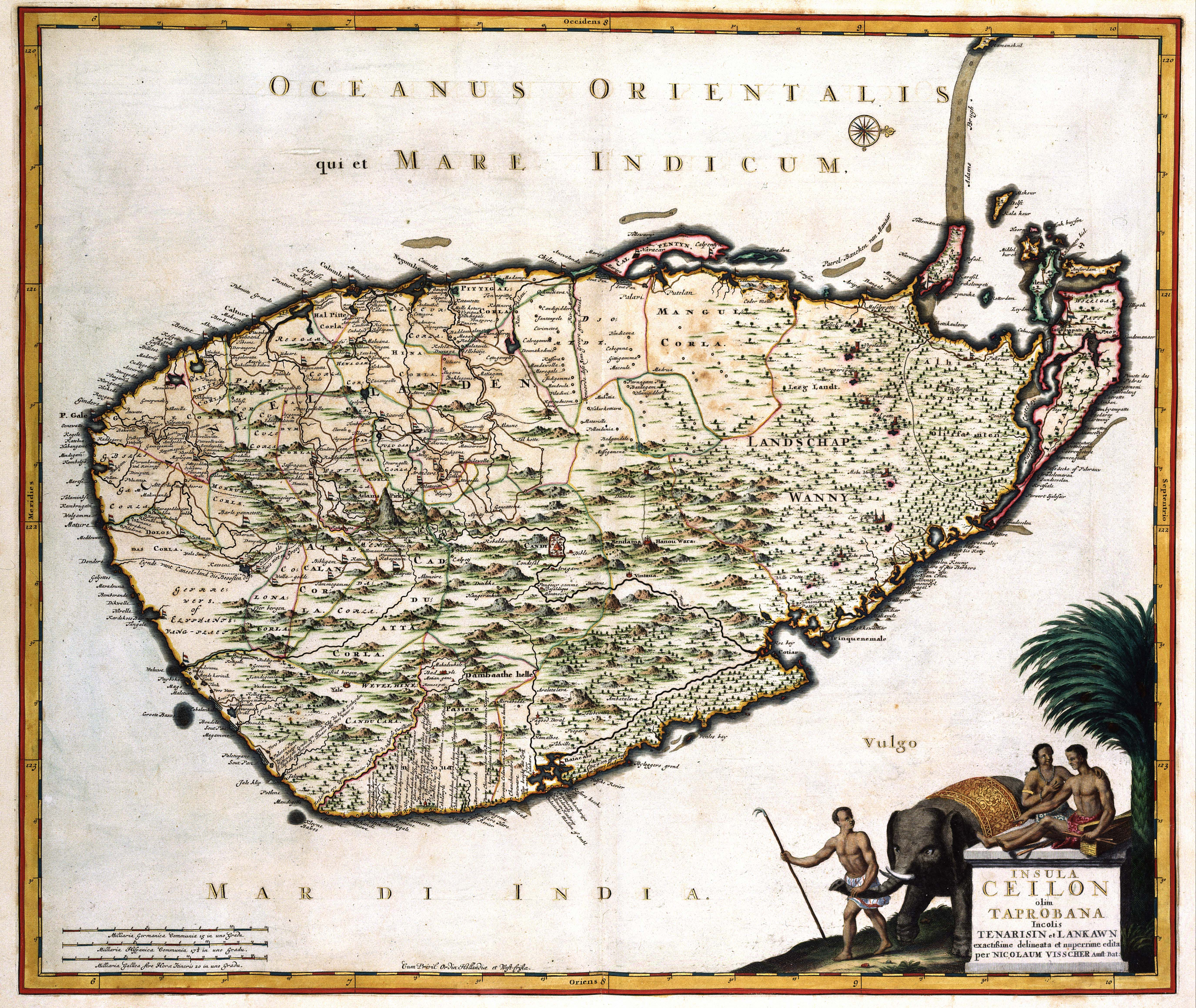
Kaart van Ceylon ca. 1680

In 1639 was hij bevelhebber van een kleine troepenmacht die vanuit Batticaloa naar de westkust trok om de vloot van Philip Lucasz te helpen die in februari Negombo veroverde, waarna hij weer terugkeerde naar Batticaloa. Een jaar later was hij weer terug aan de westkust en nam hij deel aan de verovering van Galle onder Willem Coster, die de ziek naar Batavia teruggekeerde Lucasz was opgevolgd. Galle werd veroverd op 16 maart 1640 en Coster werd commandant en de eerste Nederlandse gouverneur van Ceylon. Thijssen werd toen aangesteld als commandant van fort Batticaloa. Coster reisde naar Kandy voor een bezoek aan Raja Singha. Er was een geschil over wat er met de veroverde forten moest gebeuren. Raja Singha wilde dat ze aan hem werden overgedragen. De VOC vond dat Raja Singha in gebreke bleef bij het nakomen van zijn verplichtingen in de strijd tegen de Portugezen. Coster besloot de forten van Batticaloa en het ook in 1638 door Antonie Caan veroverde Trincomalee over te dragen, maar die van Negombo en Galle te behouden, en vertrok in een ruzie-achtige sfeer uit Kandy. Op weg naar Batticaloa werd hij vermoord door zijn Kandiaanse begeleiders. Raja Singha beweerde later bij hoog en bij laag dat dat niet op zijn bevel was gebeurd. Thijssen vertrok weer naar Galle, en volgde Coster op als bevelhebber, waarmee hij de tweede Nederlandse gouverneur van Ceylon werd. Net als Coster was hij van onderop door de rangen naar boven geklommen.
De Portugezen waren echter nog niet verdreven. Vanuit Colombo slaagden ze er al spoedig in Negombo terug te veroveren en probeerden dat ook met Galle te doen, onder andere door een poging Thijssen om te kopen. Er werd hem 20.000 crusados geboden die hij mocht verdelen onder wie hij wilde en hij mocht bevelhebber van Galle blijven, maar dan in Portugese dienst. Thijssen weigerde.
In 1642 voer hij als commandeur van een kleine vloot aangevuld met schepen uit Batavia en Malakka naar Colombo om het Portugese fort daar te veroveren, maar de omstandigheden waren ongunstig en de verdediging van Colombo en Negombo te sterk om een aanval te rechtvaardigen. In 1644 lukte het een vloot uit Batavia onder François Caron om Negombo weer in te nemen. Colombo werd ook door hem als een te grote kluif gezien.
In deze periode was er sprake van een wapenstilstand tussen de Republiek en Portugal. De VOC ontdook die zoveel mogelijk, gezien de vorderingen die ze bezig was te maken in het overnemen van de Portugese vestingen in Azië. Toch werd er ook in Ceylon korte tijd een overeenkomst tot samenwerking in de kaneelhandel gesloten. Raja Singha zag dit als verraad en stuurde uit wraak groepjes Kandianen op pad om hier en daar de kaneeloogst te vernietigen. Thijssen verklaarde hierom, in samenspraak met de Portugezen, de oorlog aan Raja Singha, tot consternatie van de Raad in Batavia, die hier geen autorisatie voor had gegeven en juist goede betrekkingen wilde om de kaneelhandel te kunnen uitbreiden. In 1646 werd Thijssen daarom teruggeroepen uit Ceylon en vervangen door de ervaren diplomaat Johan Maetsuycker. Inmiddels was de zaak wel geëscaleerd. Soldaten van de VOC onder leiding van de commandant van Negombo, Nicolaes Overschie, hadden vier tamme olifanten van Raja Singha buitgemaakt, waardoor hij woedend werd en een leger Kandianen naar de kust stuurde. Een strijdmacht onder aanvoering van Adriaan van der Stel werd in de buurt van Negombo overvallen en verslagen, waarbij van der Stel sneuvelde en honderden gevangen naar Kandy werden gevoerd. In de daarop volgende jaren wist Maetsuycker het bondgenootschap te herstellen met 'vriendelijke brieven' en een Perzisch paard ten geschenke. Ook wist hij de gevangenen in Kandy vrij te krijgen. In 1649 werd het verdrag van Westerwoldt uit 1638 grotendeels herbevestigd.

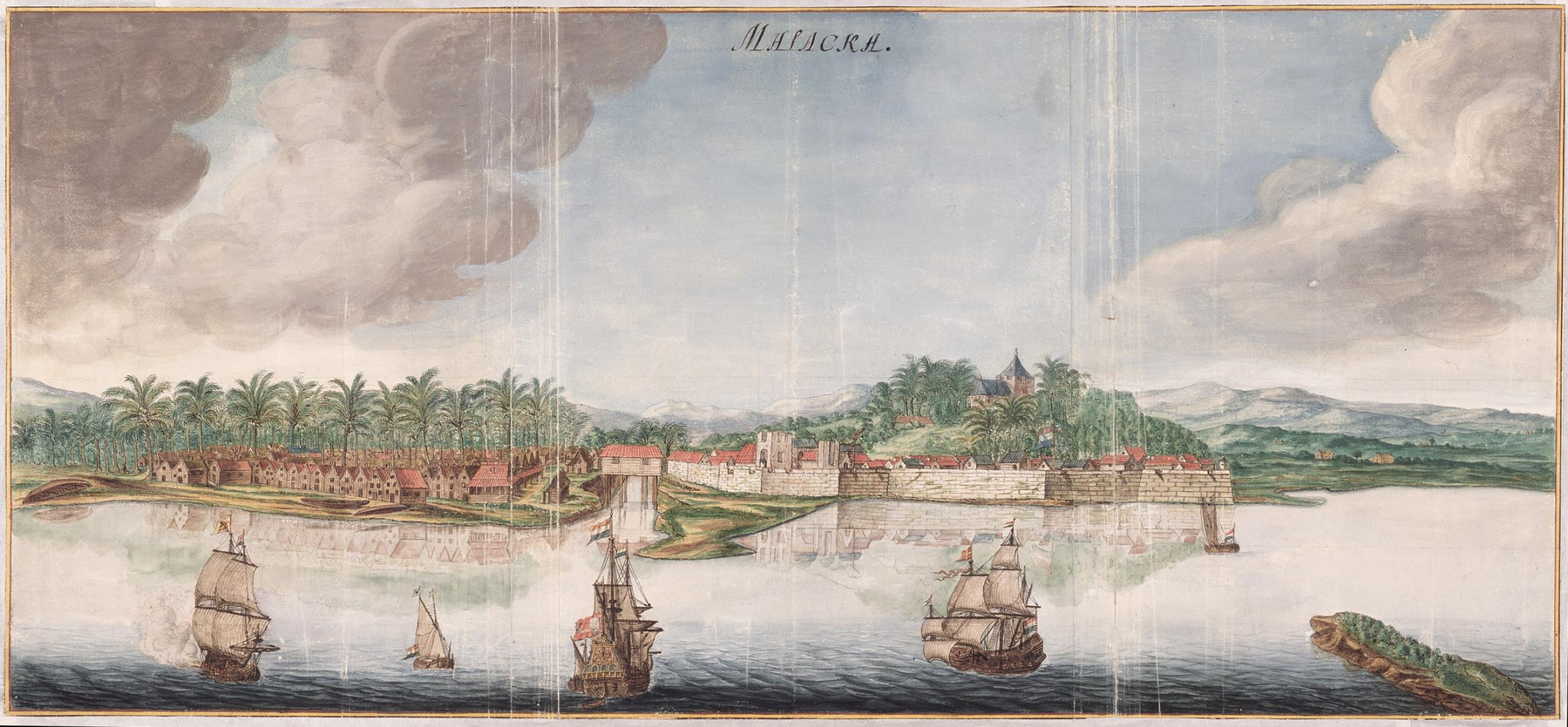
Gezicht op Malakka ca. 1665

Jan Thijssen's blunder werd hem door de Raad van Indië in Batavia niet al te kwalijk genomen. Hij werd vrijgesproken en aansluitend benoemd tot gouverneur van het in 1641 veroverde Malakka, hoewel de Heren XVII hier aanmerkingen over maakten. Hij bleef 16 jaar lang in deze functie, wat een zeldzaamheid was, tot 1662. Zijn tijd hier was aanzienlijk rustiger dan die in Ceylon, naar aanleiding waarvan Baldaeus in 1672 schreef dat 'zijn kostelijke en ernstige diensten aan de Compagnie bewezen, hem niet alleen vermaard maken, maar met dubbele dankbaarheid betaald moeten worden'.
In zijn tijd in Malakka werd het Stadthuys gebouwd, het oudste nog bestaande VOC gebouw in Azië, en destijds zowel stadhuis als de residentie van de gouverneur. Malakka speelde een belangrijke rol als onderdeel van het uitgebreide inter-Aziatische handelsnetwerk van de VOC, dat was opgezet omdat de vraag naar Europese producten in Azië niet groot was en de aanvoer van zilver uit Amerika (het betaalmiddel voor Europeanen in Azië) verminderde. Malakka exporteerde ook tin en peper, maar in beide producten kon de VOC geen monopolie afdwingen en de concurrentie was zwaar. Er was daarom sprake van een economische neergang in de stad. In 1648 werd Thijssen benoemd tot buitengewoon lid van de Raad van Indië. Met de tinhandel ging het niet goed, volgens een brief van hem uit 1655. In 1662 vertrok hij naar Batavia, waar hij benoemd werd tot vice-president van de Raad van Justitie en in 1667 tot president van het College van Schepenen (de Schepenbank). In 1669 keerde hij als commandant van de retourvloot met 19 schepen met een waarde van meer dan 4 miljoen gulden terug naar Nederland. Aan de Kaap de Goede Hoop acteerde hij zoals voorgeschreven was voor bevelhebbers van retourvloten als inspecterend commissaris. Hij schreef hierover een zogeheten Memorie, waarin hij vooral kritisch was over de slechte staat van het oude fort. Na terugkomst in Nederland werd hij vereerd met de gebruikelijke gouden ketting ter waarde van 600 gulden of dat bedrag in contanten. In 1678 overleed hij en werd begraven in de Oude Kerk in Amsterdam.